# Glochidion longfieldiae
Glochidion longfieldiae är en emblikaväxtart som först beskrevs av Henry Nicholas Ridley, och fick sitt nu gällande namn av Forest Buffen Harkness Brown. Glochidion longfieldiae ingår i släktet Glochidion och familjen emblikaväxter. IUCN kategoriserar arten globalt som livskraftig. Inga underarter finns listade i Catalogue of Life.